# Wolfgang Hufschmidt
Wolfgang Hufschmidt (* 15. März 1934 in Mülheim an der Ruhr; † 18. Juli 2018 in Essen) war ein deutscher Komponist, Kirchenmusiker und Hochschulrektor.

## Leben und Wirken
Wolfgang Hufschmidt studierte von 1954 bis 1958 an der Folkwang-Hochschule in Essen Kirchenmusik und Komposition bei Siegfried Reda. Danach arbeitete er als Kirchenmusiker in mehreren evangelischen Essener Gemeinden. Ab 1968 war Hufschmidt zunächst Dozent für Musiktheorie, ab 1971 Professor für Komposition an der Folkwang-Hochschule Essen. Von 1988 bis zu seiner Emeritierung 1996 war er Rektor der Hochschule.
Eine besondere Stellung nehmen Hufschmidts Kompositionen zu Texten von Günter Grass ein. Die erste ist das im Auftrag des Flötisten Aurèle Nicolet komponierte Ricercar. Für Sprecher und Altflöte. Thema und fünf Kontrapunkte in sechs Kapiteln und 24 Abschnitten nach dem Kapitel Glaube, Hoffnung, Liebe aus dem Roman Die Blechtrommel von Günter Grass (1966). Bei der Uraufführung übernahm Grass selbst den Part des Sprechers. Vor allem aber war für Hufschmidt das Meißner Tedeum wichtig, eine Auftragskomposition zur Tausendjahrfeier des Meißner Doms, in der er Martin Luthers Tedeums-Übersetzung mit einem antiphonischen Text von Grass kontrastierte, den dieser speziell für diese Komposition verfasst hatte.
Der Jazzpianist und -komponist Thomas Hufschmidt und der Flötist Markus Hufschmidt sind seine Söhne. Einer seiner Brüder ist der Schauspieler Dieter Hufschmidt. Wolfgang Hufschmidt starb 2018 in Essen im Alter von 84 Jahren.

### Mitgliedschaften
Hufschmidt hat 1983 den Verein für musikalische Aufführungen und Veröffentlichungen mitbegründet. Im selben Jahr gründete er zudem die edition V, einen „Verlag der Komponisten“. 1989 war er Gründungsmitglied der Gesellschaft für Neue Musik Ruhr. Ab 1994 war er Präsident der Internationalen Hanns-Eisler-Gesellschaft, die er ebenfalls mitbegründet hatte, und ab 1996 Vorsitzender des Choreographischen Zentrums NRW.

## Auszeichnungen
- 1964: Förderpreis für Kunst und Wissenschaft der Stadt Mülheim
- 1973: Ruhrpreis für Kunst und Wissenschaft
- 2015: Verdienstorden des Landes Nordrhein-Westfalen

## Werke

### Kompositionen (Auswahl)
Erste Kompositionen stammen aus der Zeit von 1958 bis 1968, als Hufschmidt in Essen als Kirchenmusiker tätig war.
- Meissener Tedeum (1967) nach dem Tedeum laudamus deutsch von Martin Luther und einem antiphonischen Text von Günter Grass für Sopran, großen zwölfstimmigen Chor, Streicher, Blechbläser, Orgel und Schlagzeug, Bassbariton, kleinen vierstimmigen Chor, Bläserquintett, Klavier und Schlagzeug. Im Auftrag der Internationalen Heinrich-Schütz-Gesellschaft aus Anlass des 1000-jährigen Bestehens des Meissener Doms. Bärenreiter, Kassel/Basel/Paris/London/New York 1968 (ba 6013).
- Ricercar. Für Sprecher und Altflöte. Thema und fünf Kontrapunkte in sechs Kapiteln und 24 Abschnitten nach dem Kapitel Glaube, Hoffnung, Liebe aus dem Roman Die Blechtrommel von Günter Grass (1966). Pfau, Saarbrücken 1992 (330-009).
- Ricercar (1979). Für Flöte solo. Konzertfassung. Pfau, Saarbrücken o. J. (330-017).
- Lieder ohne Worte. (1985/1986)
- RUHRWERK. (1997/1998)

### Schriften
- Struktur und Semantik. Texte zur Musik 1968–1988. Mit einem Vorwort von Stefan Fricke und einem Beitrag von Wolfgang Pilz. Pfau, Saarbrücken 1994 (= Quellentexte zur Musik des 20. Jahrhunderts, herausgegeben von Stefan Fricke und Wolf Frobenius am Musikwissenschaftlichen Institut der Universität des Saarlandes, Saarbrücken, Band 2.1).
- Im Spannungsfeld der Mächtigen – Ein Bericht über die Uraufführung des Meißner Tedeums im Jahre 1968. In: Triangel – Das Programmjournal des Mitteldeutschen Rundfunks. Heft 10, 2. Jahrgang (Oktober 1997). Concept, Leipzig 1997.
- „Den Teufel in die Kirche geholt“? Wolfgang Hufschmidt an Günter Grass. Essen, den 30. Mai 1968. In: Triangel – Das Programmjournal des Mitteldeutschen Rundfunks. Heft 10, 2. Jahrgang (Oktober 1997). Concept, Leipzig 1997.
- Das Meissner Tedeum. Eine deutsch-deutsche Dialog-Komposition zum 1000jährigen Bestehen des Meißner Doms (1968). In: Matthias Herrmann (Hrsg.): Die Dresdner Kirchenmusik im 19. und 20. Jahrhundert. Laaber 1998, ISBN 3-89007-331-X. S. 517–530. (= Musik in Dresden, 3.)
- „Willst zu meinen Liedern deine Leier drehn?“ Zur Semantik der musikalischen Sprache in Schuberts Winterreise und Eislers Hollywood-Liederbuch. 2., überarbeitete und erweiterte Auflage. Pfau, Saarbrücken 1997.
- Denken in Tönen. Pfau, Saarbrücken 2004.
- In: Begegnung in Meißen (mit Wiederholung). In Hartmut Haenchen 60 – Festschrift zum 60. Geburtstag. Herausgegeben von den Mitarbeitern der Dresdner Musikfestspiele, Druckerei und Verlag Christoph Hille, Dresden 2003. S. 26–29. Online

### CD-Aufnahmen
- Meissner Tedeum. Nach dem Tedeum Laudamus von Martin Luther und einem antiphonischen Text von Günter Grass. Uraufführung (Konzert vom 26. Mai 1968) und Wiederaufführung (3. Oktober 1997). Cybele, 2003 (SACD 860.201).
- Wolfgang Hufschmidt – Portrait. (Trio II – Sieben Inventionen über Farben und Bilder / Lieder ohne Worte – 24 Klavierstücke für Tonband. / Engel der Geschichte (II) – Flötentöne Nr. XVI.) CD. Cybele, 1995.

### Dokumentarfilm
Wolfgang Hufschmidt ist einer der 7 Brüder aus dem gleichnamigen Dokumentarfilm von Sebastian Winkels (Deutschland 2003).